# サン・ザッカリーア教会

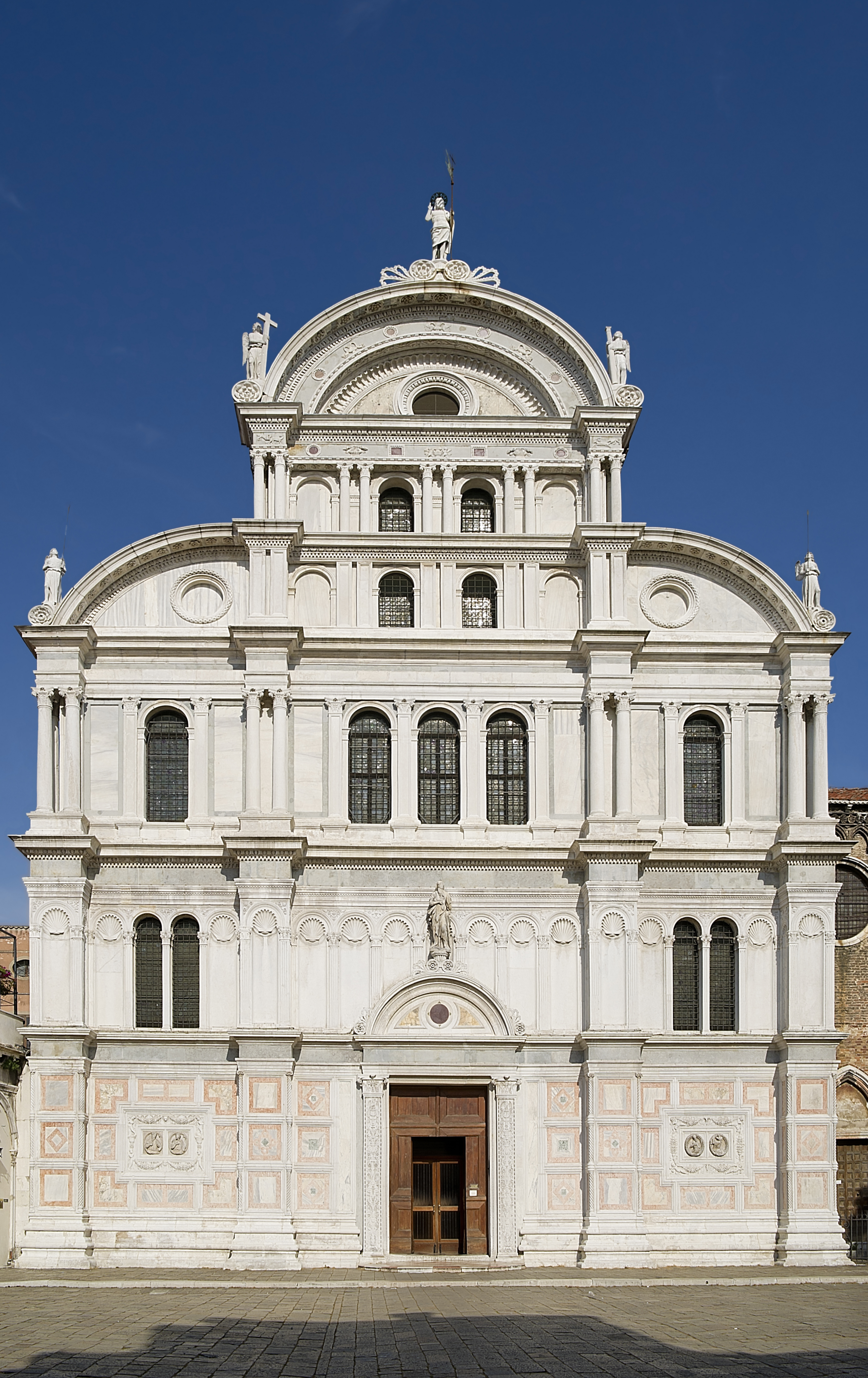
教会正面(ファサード)

サン・ザッカリーア教会（イタリア語: Chiesa di San Zaccaria Venezia）はイタリアのヴェネツィア内のサン・ザッカリーア地区にあるベネディクト派の教会である。洗礼者ヨハネの父と言われるザカリアに捧げられ建設された。またザカリアと言い伝わる遺骸が教会内の右側の祭壇に下に収められている。

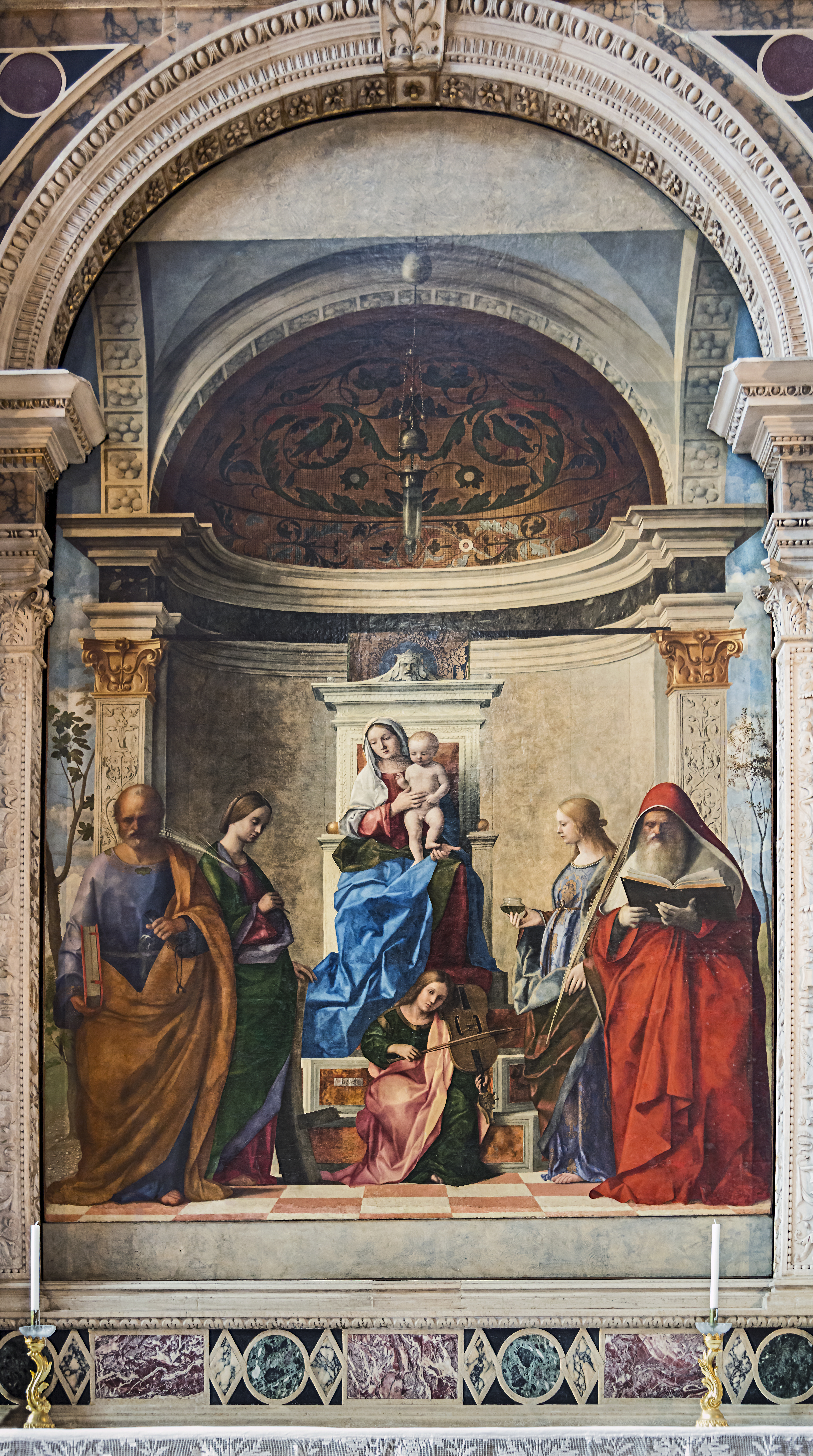
『聖ザカリア祭壇画』(ジョヴァンニ・ベリーニ作)

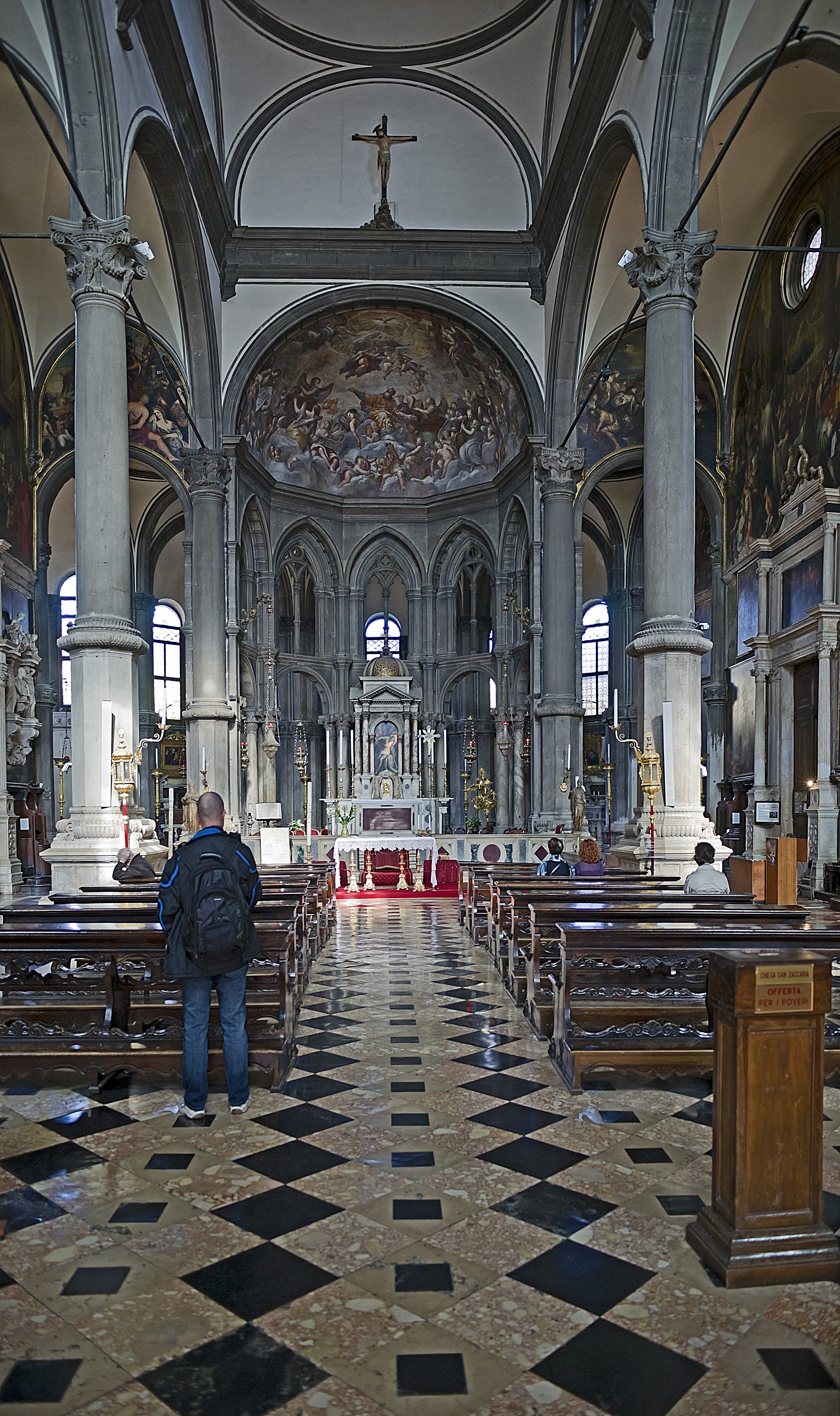
教会内部

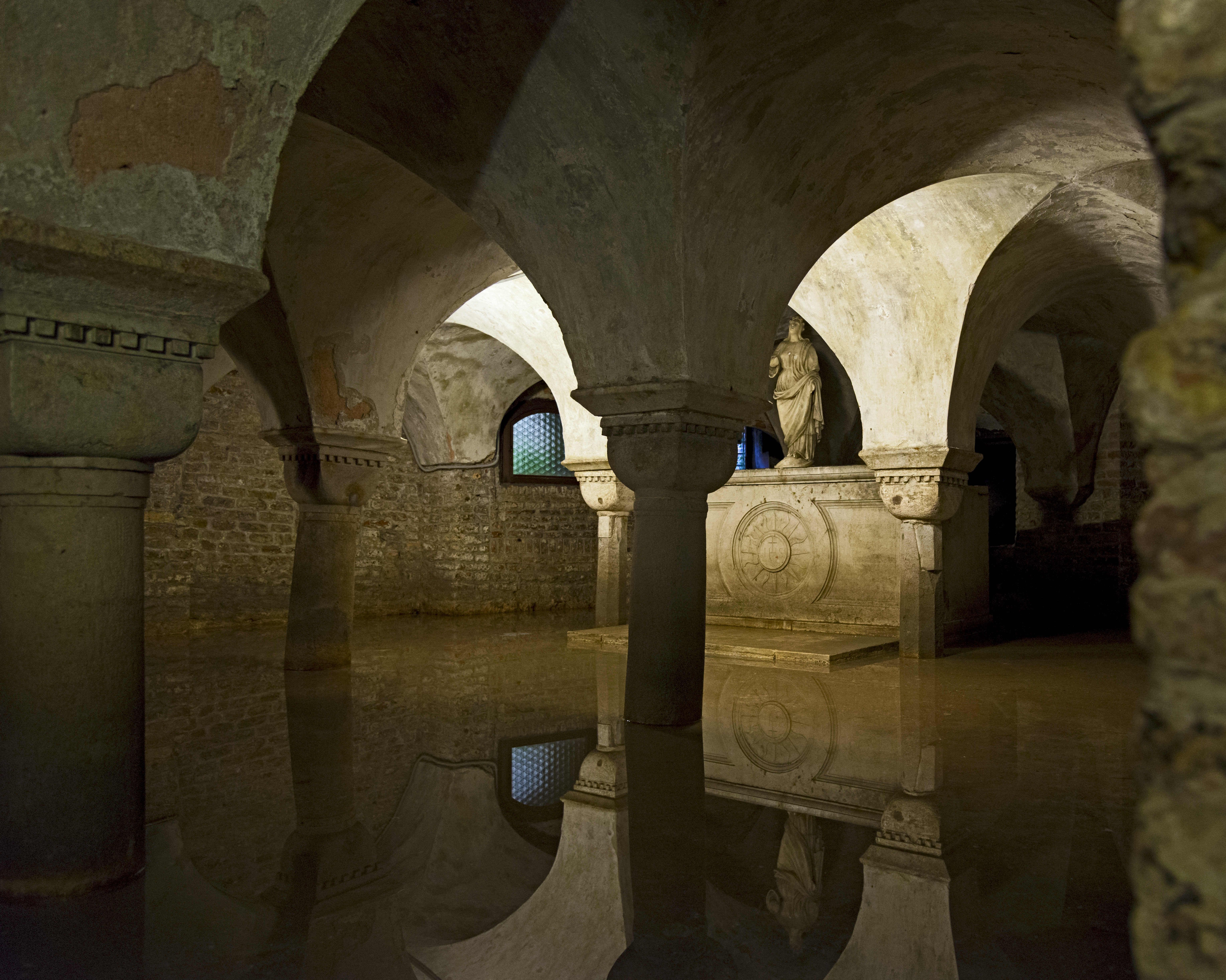
地下聖堂

## 概要
現在の教会はゴシック建築および初期ルネサンス建築が合わさった形で1458年から1515年にかけて建設された。Antonio Gambelloが最初の建設に携わりゴシック建築を元に進めたが、後にMauro Codussiの手により教会正面(ファサード)や内部の天井などがルネサンス建築のスタイルと取り入れており、特にファサードは後期ゴシック建築とルネサンス建築の見事な調和により堂々としたものになっている。

最初の教会はヴェネツィア共和国元首Giustiniano Participazioにより9世紀に建設が始まり、当初はロマネスク建築様式に教会だった。教会にはベネディクト派の修道院も併設され、毎年イースターの時期に共和国元首がサン・ザッカリーア教会を訪れ、王冠や勲章の展示なども行われていた。この催しはサンマルコ広場拡張のためサン・ザッカリーア教会が所有していた土地を一部献上した年から始まり、ヴェネツィア共和国が終焉するまで続いた。

教会内部は、北ヨーロッパの教会建築に良く見られる背の高い大きなゴシック様式の窓から光が回廊に差し込むデザインとなっている。、壁には著名な画家の作品(ティントレット、パルマ・イル・ヴェッキオ、アンソニー・ヴァン・ダイクなど)も多く飾られており、特にジョヴァンニ・ベリーニによる祭壇の絵(San Zaccaria Altarpiece)は非常に名高い。